# Караузек
Караузек (Караозек) — село Бежтинского участка Дагестана. Входит в Качалайское сельское поселение.

## География
Расположено на территории Бабаюртовского района в 13 км к северо-западу от села Бабаюрт на канале Алибек.
Ближайшие населенные пункты: на северо-востоке — Качалай, на юго-востоке — 40 лет Октября, на юго-западе Чувал-Кутан, на севере-западе — Алеротар.

## История
Основано в 1857 г.
В 1883 г. село Кара-Узек входило в состав 3-го (Магометов-мостовский) участка Хасавюртовского округа Терской области. Состояло из 110 дворов, в которых проживало 449 человек, основное население — ногайцы.
По данным на 1914 г. село Караузек состояло из 100 дворов, во владении села находилось 4115 десятин земли, в том числе 2700 — удобной. В административном отношении входило в состав 2-го участка Хасавюртовского округа Терской области. В 1929 году состояло из 63 хозяйств и входило в состав Адиль-Янги-Юртовского сельсовета Бабаюртовского района. В 1939 г. население хутора в количестве 38 хозяйств переселено на центральную усадьбу колхоза имени Пушкина в село Качалай. Позже земли бывшего хутора были переданы под зимние пастбища колхоза «40 лет Октября» Цунтинского района.

## Население
В 1914 г. в селе проживало 295 человек (156 мужчин и 139 женщин). В 1929 году — 258 человек (139 мужчин и 119 женщин), 82 % населения — ногайцы.
| 1889 | 1926 | 1939 | 1959 | 1989 | 2002 | 2010 |
| ---- | ---- | ---- | ---- | ---- | ---- | ---- |
| 356  | ↘258 | ↘147 | ↘53  | ↗380 | ↗816 | ↘535 |
| 2021 |      |      |      |      |      |      |
| ↗615 |      |      |      |      |      |      |

По данным Всероссийской переписи населения 2010 года:
| № | Национальность | Численность, чел. | Доля |
| - | -------------- | ----------------- | ---- |
| 1 | бежтинцы       | 524               | 98 % |
| 2 | аварцы         | 11                | 2 %  |